# Fernando Sarasola
Fernando Javier Sarasola Marulanda (Curaçao, Antillas Neerlandesas, 22 de mayo de 1966), más conocido como Gigi Sarasola, es un deportista y empresario español. 

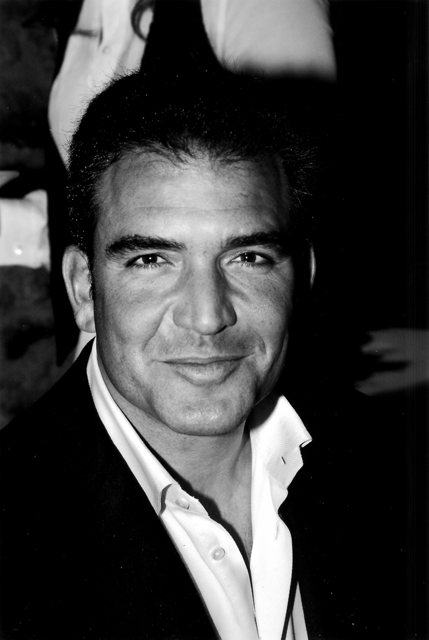
Fernando Sarasola

## Biografía
Hijo del empresario Enrique Sarasola Lerchundi, se inició en la hípica muy joven. Una larga carrera como jinete le llevó a convertirse en olímpico, representando a España en los JJ. OO. de Atlanta 1996, donde obtuvo diploma olímpico, siendo el único jinete español que logra tres recorridos sin falta en unos Juegos Olímpicos y en Sídney 2000. Es en esta etapa cuando se consolidó como uno de los mejores jinetes españoles del momento, situándose entre los 40 primeros del ranking mundial.
Es Licenciado en Derecho y Master en Urbanismo por el Instituto de Empresa.
Campeón de España de hípica en 1980 ha representado a su país en numerosas competiciones internacionales, destacando sus victorias en las Copas de Naciones de los Concursos Internacionales de Madrid 1999, Gijón 2001, Gijón 2002 y Baule 2002, así como en los Grandes Premios Internacionales de Madrid, en 1984 y Barcelona, en 1999.